# Cantone di Auch-Nord-Est
Il Cantone di Auch-Nord-Est era una  divisione amministrativa dell'arrondissement di Auch, con capoluogo Auch. Situato nel dipartimento di Gers e nella regione dei Midi-Pirenei, ha un'altitudine compresa fra 115 e 281 metri sul livello del mare, per una media di 189 metri.
A seguito della riforma approvata con decreto del 26 febbraio 2014, che ha avuto attuazione dopo le elezioni dipartimentali del 2015, è stato soppresso.

## Composizione
Il cantone comprendeva una parte di Auch (per l'appunto i quartieri nordorientali) e altri 8 comuni:
- Auch
- Augnax
- Crastes
- Lahitte
- Leboulin
- Montégut
- Nougaroulet
- Puycasquier
- Tourrenquets